# Dina Rúbina
Dina Rúbina (rus: Дина Ильинична Рубина)  (Taixkent, 19 de setembre de 1953), nom complet amb patronímic Dina Ilínitxna Rúbina, rus: Дина Ильи́нична Ру́бина, és una escriptora russa i israeliana que escriu en rus.
Membre de la Unió d'Escriptors de l'RSS d'Uzbekistan (1978), de la Unió d'Escriptors Soviètics (1979) del PEN Club Internacional i de la Unió d'Escriptors de Rússia a Israel (1990).

## Biografia
Va néixer el 19 de setembre de 1953, a Taixkent, a la família del pintor Ilià Davídovitx Rubin (nadiu de Khàrkiv i d'origen jueu ucraïnès) i de la professora d'història Rita Aleksàndrovna Rúbina (de soltera Jukovski, natural de Poltava). La mare va ser evacuada a Taixkent als disset anys durant la guerra; el seu pare va anar a viure amb els seus pares a Taixkent, en tornar del front un cop desmobilitzat. Dina Rúbina va rebre el seu nom per Deanna Durbin, actriu nord-americana, i estrella de Hollywood en la dècada del 1940.
Es va graduar a l'escola de música especialitzada del conservatori de Taixkent. Les seves impressions de l'escola s'inclouen en la col·lecció de contes Lliçons de música, rus: Уроки музыки Uroki múziki.
El 1977 Rubin es va graduar al Conservatori de Taixkent, va ensenyar a l'Institut de Cultura de la mateixa ciutat. La Taixkent dels anys 1940-1960 està estretament relacionada amb la trama i els personatges de la seva novel·la Al costat assolellat del carrer, rus: На солнечной стороне улицы Na solnétxnoi stórone ulitsi.
Va començar a publicar les seves històries als quinze anys. El 1984 es va traslladar a Moscou, i va emigrar a Israel amb la seva família el 1990, com a part de la immigració de l'antiga Unió Soviètica en els anys noranta. El 2001-2003 va treballar a Moscou com a cap de programes culturals de l'Agència Jueva. Viu a Mevasséret Tsiyyon, amb el seu marit, el pintor Borís Karafelov.

## Carrera literària
Dina Rúbina és una dels més destacats escriptors israelians en llengua russa. Els seus llibres han estat traduïts a trenta idiomes.
Els seus temes principals són la història jueva i israeliana, la migració, el nomadisme, el neoindigenisme, el messianisme i la metafísica, el teatre, l'autobiografia, la interacció entre les cultures jueves israelianes i russes, i entre l'hebrea i la russa.

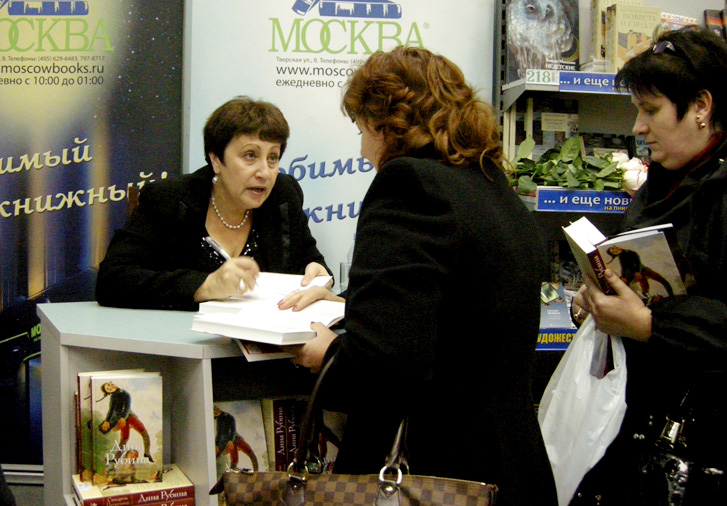
Dina Rubina a Moscou, 2010

Cognom dual, rus: Двойная фамилия Dvoinaia família, es va convertir en una pel·lícula projectada pel primer canal de la televisió russa.
El 2007, Rubina va guanyar el premi literari rus Bolxaia kniga ('Gran llibre').

## Obres selectes
- "Quan nevarà?" - "Когда же пойдет снег ...?" (1980)
- "Una casa amb la porteta verda" - "Дом за зеленой калиткой" (1982)
- "Obre la finestra!" - "Отворите окно!" (1987)
- "Un intel·lectual va seure al camí" - "Один интеллигент уселся на дороге" (1994) (Premi Arie Dulchin)
- "Aquí ja ve el Messies" - "Вот идет Мессия!" (1996) (Premi de la Unió d'escriptors israelians russoparlants)
- "Lliçons de música" - "Уроки музыки" (1996)
- "L'últim senglar dels boscos de Pontevedra" - "Последний кабан из лесов Понтеведра" (1998)
- "El vol astral de l'ànima en la lliçó de física" - "Астральный полет души на уроке физики" (1999)
- "La crescuda dels venecians" - "Высокая вода венецианцев" (1999)
- "Sota el signe de carnaval" - "Под знаком карнавала" (1999)
- "El cognom doble" - "Двойная фамилия" (1999)
- "A Alta Màslovka" - "На Верхней Масловке" (2001)
- "La missa de diumenge a Toledo" - "Воскресная мессса в Толедо" (2002)
- "A les teves portes" - "Во вратах твоих" (2002)
- "Els ulls de l'heroi en gran pla" - "Глаза героя крупным планом" (2002)
- "Algunes precipitades paraules d'amor" - "Несколько торопливых слов любви" (2003)
- "El sindicat" - "Синдикат" (2004)
- "..¡Ich Bin nervoso!" - "... Их бин нервосо!" (2005)
- "Al costat assolellat del carrer" - "На солнечной стороне улицы" (2006) (Premi Gran llibre}
- "La lletra de Leonardo" - "Почерк Леонардо" (2008) (Premi Portal 2009)
- "El colom blanc de Còrdova" - "Белая голубка Кордовы" (2009)
- "La síndrome de titella" - "Синдром Петрушки" (2010)